# الدوري النمساوي 1985–86
الدوري النمساوي الممتاز 1985–86 (بالألمانية: Österreichische Fußballmeisterschaft 1985/86)‏ هو الموسم 75 من  بوندسليغا النمسا لكرة القدم. أشرف على تنظيمه اتحاد النمسا لكرة القدم، وكان عدد الأندية المشاركة فيه  12، وفاز فيه أوستريا فيينا.